# Gare de Saint-Yorre
La gare de Saint-Yorre est une gare ferroviaire française fermée de la ligne de Saint-Germain-des-Fossés à Darsac. Elle est située au sud du centre-ville, à moins d'une centaine de mètres de la rivière Allier, sur le territoire de la commune de Saint-Yorre, dans le sud-est du département de l'Allier, en région Auvergne-Rhône-Alpes.

## Situation ferroviaire
La gare de Saint-Yorre est établie à 226 mètres d'altitude, au pk 373,072 de la ligne de Saint-Germain-des-Fossés à Darsac, entre la gare ouverte de Vichy et la gare fermée de Ris - Châteldon.

## Histoire
Elle  est mise en service en 1881 par la Compagnie des chemins de fer de Paris à Lyon et à la Méditerranée (PLM) au moment de l'ouverture de la section de la gare de Vichy à la gare de Courty. Lorsque la ligne fut prolongée jusqu'à Darsac, une liaison entre Vichy et Le Puy-en-Velay était alors assurée via Ambert, Sembadel et Darsac avec à Courty une correspondance pour Saint-Étienne et Clermont-Ferrand. Cette liaison fut arrêtée en 1971. La gare connut une importante activité de fret par l'expédition des eaux minérales de Saint-Yorre (cette expédition ferroviaire se fait désormais par un embranchement ferroviaire à l'usine d'embouteillage).

## Service des voyageurs
Gare fermée.

## Service des marchandises
Gare fermée.